# Dimanche.ch
Dimanche.ch était un hebdomadaire de Suisse romande publié le dimanche par le groupe de presse Ringier. Créé le 28 novembre 1999, sa disparition est annoncée le 20 juin 2003 et le dernier numéro paraît le 22 juin de la même année.
À sa disparition, le journal occupait 25 collaborateurs, tirait à 45 000 exemplaires et comptait 120 000 lecteurs